# Мейн-Роуд
Мейн Роуд (англ. Maine Road) — колишній футбольний стадіон у Мосс-Сайді, районі Манчестера, Англія. Був домашнім стадіоном футбольного клубу «Манчестер Сіті» з 1923 по 2003 роки.
На момент споруди стадіон був найбільшим клубним стадіоном в Англії і другим серед усіх стадіонів в країні після лондонського «Вемблі». План стадіону змінювався кілька разів за його вісімдесятирічну історію. Перед закриттям «Мейн Роуд» був повністю сидячим стадіоном з місткістю 35 150 місць.

## Історія
Перший матч на «Мейн Роуд» відбувся 25 серпня 1923 року. «Сіті» приймав «Шеффілд Юнайтед» і виграв з рахунком 2:1 на очах 56 993 глядачів. Рекордна відвідуваність «Мейн Роуд» була встановлена в 1934 році, коли 84 569 глядачів відвідали матч Кубка Англії між «Манчестер Сіті» і «Сток Сіті», що є рекордом відвідуваності для англійських стадіонів, футбольних клубів (світовий рекорд був встановлений на «Вемблі» у фіналі Кубка Англії 1923 року).
Після закінчення Другої світової війни «Сіті» ділив стадіон з іншим клубом з Манчестера, «Манчестер Юнайтед», оскільки домашній стадіон «Юнайтед», «Олд Траффорд», був сильно пошкоджений після бомбардування міста німецькою авіацією. «Юнайтед» виплачував «Сіті» 5000 фунтів за сезон, а також відсоток від продажу квитків. В цей період був встановлений рекорд відвідуваності «Мейн Роуд» у рамках чемпіонату Англії, коли 17 січня 1948 року 83 260 глядачів відвідали зустріч між «Манчестер Юнайтед» і «Арсеналом». Це є національним рекордом відвідуваності для матчу чемпіонату Англії.
Сезон 2002/03 став останнім сезоном «Манчестер Сіті» на «Мейн Роуд». Останній матч на стадіоні відбувся 11 травня 2003 року. У наступному сезоні «Манчестер Сіті» переїхав на новий стадіон «Сіті оф Манчестер» на сході Манчестера. «Мейн Роуд» був зруйнований у 2004 році.